# Тадколо
Тадколо — село в Хунзахском районе Дагестана. Входит в состав сельского поселения Очлинский сельсовет.

## Географическое положение
Расположено в 37 км к северо-западу от районного центра села — Хунзах, и в 2,5 км к северо-западу от центра сельского поселения села Очло.

## История
Село образовано решением НС РД № 1217-V от 25.11.2015 г. Название присвоено Распоряжением правительства РФ от 29 декабря 2016 года N 2900-р.
Аул Тадколо по данным на 1886 год входил в состав Иштибури-Колинского сельского общества Цатанихского наибства, в нём проживало 99 человек. По данным на 1926 г. в селе Тадколо проживало 95 человек, оно входило в состав Очлиньского сельсовета Аварского округа.
В 1930-м году в селе организован колхоз имени Куйбышева. По некоторым сведениям в 1944 году жители села были переселены в село Орота, а населённый пункт ликвидирован.

## Население
| 1888 | 1895 | 1926 | 1939 | 2021 |
| ---- | ---- | ---- | ---- | ---- |
| 99   | ↘96  | ↘94  | ↗141 | ↘93  |